# پادشاه ایشیپوم
ایسیپوم گئومگوان گایا (متوفای ۴۰۷) پنجمین فرمانروای گئومگوان گایا، شهرستان-ایالت حاکم بر کنفدراسیون گایا در کرهٔ تاریخی بود. او پسر پادشاه گئوجیلمی و همسرش ملکه آجی بود. او با ملکه جئونگسین ازدواج کرد. آنها صاحب فرزندی به‌نام جواجی شدند که ششمین پادشاه گئومگوان گایا شد.